# Erwin Kroll

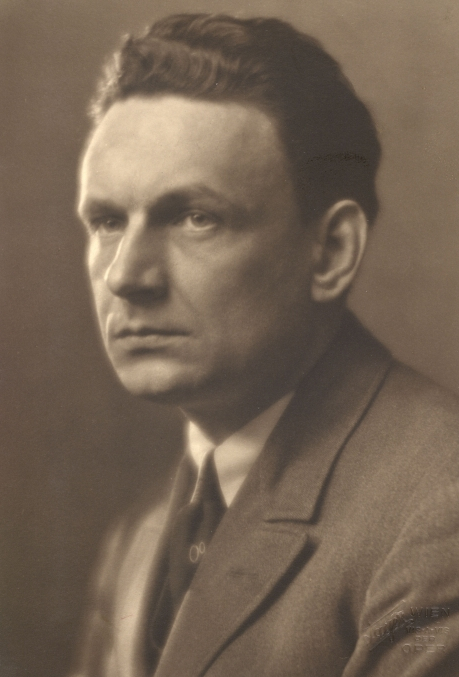
Erwin Kroll (Georg Fayer, 1927)

Erwin Kroll (* 3. Februar 1886 in Deutsch Eylau, Ostpreußen; † 7. März 1976 in West-Berlin) war ein deutscher Pianist, Komponist, Schriftsteller und Musikkritiker. Wie sein Freund Otto Besch war Kroll ein Tondichter Ostpreußens.

## Leben
Um 1900 kam Kroll nach Königsberg i. Pr. und besuchte mit Otto Besch das  Königliche Hufengymnasium. An der Albertus-Universität studierte er Philologie und Musik. Mit einer Doktorarbeit über den in Königsberg von jeher verehrten E.T.A. Hoffmann zum Dr. phil. promoviert, ging er in den Schuldienst. Er wandte sich 1919 ganz der Musik zu und setzte seine bei Otto Fiebach und Paul Scheinpflug begonnenen Studien in München fort. Dort fand er vor allem in Hans Pfitzner einen wichtigen Lehrer. Ihm widmete er später ein vielbeachtetes Buch. Neben seinem Studium war Kroll Korrepetitor an der Münchner Staatsoper und Schriftführer des Hans-Pfitzner-Vereins für Deutsche Tonkunst, zu dessen Gründung Thomas Mann aufgerufen hatte. 1925 kehrte Kroll nach Ostpreußen zurück und wurde Musikkritiker der Hartungschen Zeitung, ab 1930 ihr Feuilletonchef. Seit 1934 wirkte er in Berlin als Kritiker und Musikschriftsteller. Nach dem Zweiten Weltkrieg leitete er bis 1953 die Musikabteilung des Nordwestdeutschen Rundfunks in Berlin. Der (vergessenen) Bedeutung Königsbergs als Musikstadt hat Kroll mit seinem Buch ein Denkmal gesetzt.

## Werke
- Ostpreußische Heimat – Orchesterwerk
- Violinsonate in B-Dur
- Sonatine in F-Dur
- Ostpreußische Tänze
- Der Adebar – Fantasie über ostpreußische Volksweisen für großes Orchester
- Gesangswerke und Liedbearbeitungen
- Lieder für Solostimmen und Chorlieder

## Schriften

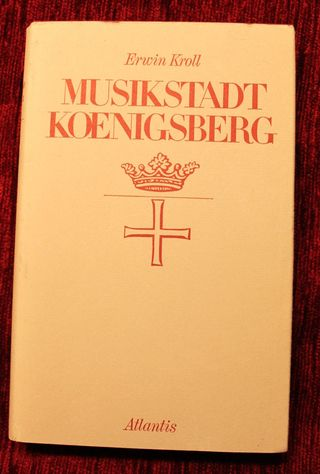
Musikstadt Koenigsberg

- Ernst Theodor Amadeus Hoffmann. Breitkopf & Härtel, Leipzig 1923.
- Hans Pfitzner. Drei Masken Verlag, München 1924    .
- Das Theater. Festschrift zum 25 jährigen Bestehen der Städtischen Bühnen zu Dortmund. Das Theater, Berlin 1930.
- Carl Maria Weber. Athenaion, Potsdam 1934 .
- Musikstadt Königsberg. Atlantis, Freiburg i. Br. 1966.

## Ehrungen
- Verdienstorden der Bundesrepublik Deutschland, Verdienstkreuz am Bande (25. Januar 1956)
- Kulturpreis der Landsmannschaft Ostpreußen (1960)